# Burkhard Inhülsen

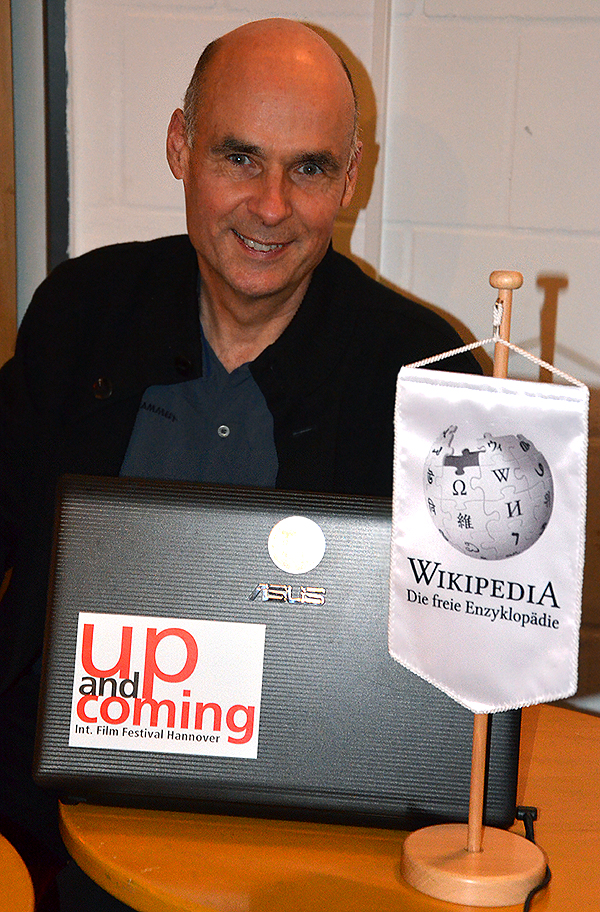
Burkhard Inhülsen 2015 am Infotisch von Wikipedia im Kulturzentrum Pavillon während des 13. Internationalen up-and-coming-Filmfestivals in Hannover

Burkhard Inhülsen (auch: Burkhard InHülsen; * 16. Januar 1950 in Wolfenbüttel) ist ein deutscher Lehrer und Kunsterzieher sowie Initiator und Leiter verschiedener nationaler und internationaler Projekte zur Filmkunst, filmischen Nachwuchsförderung und Filmbildung.

## Leben

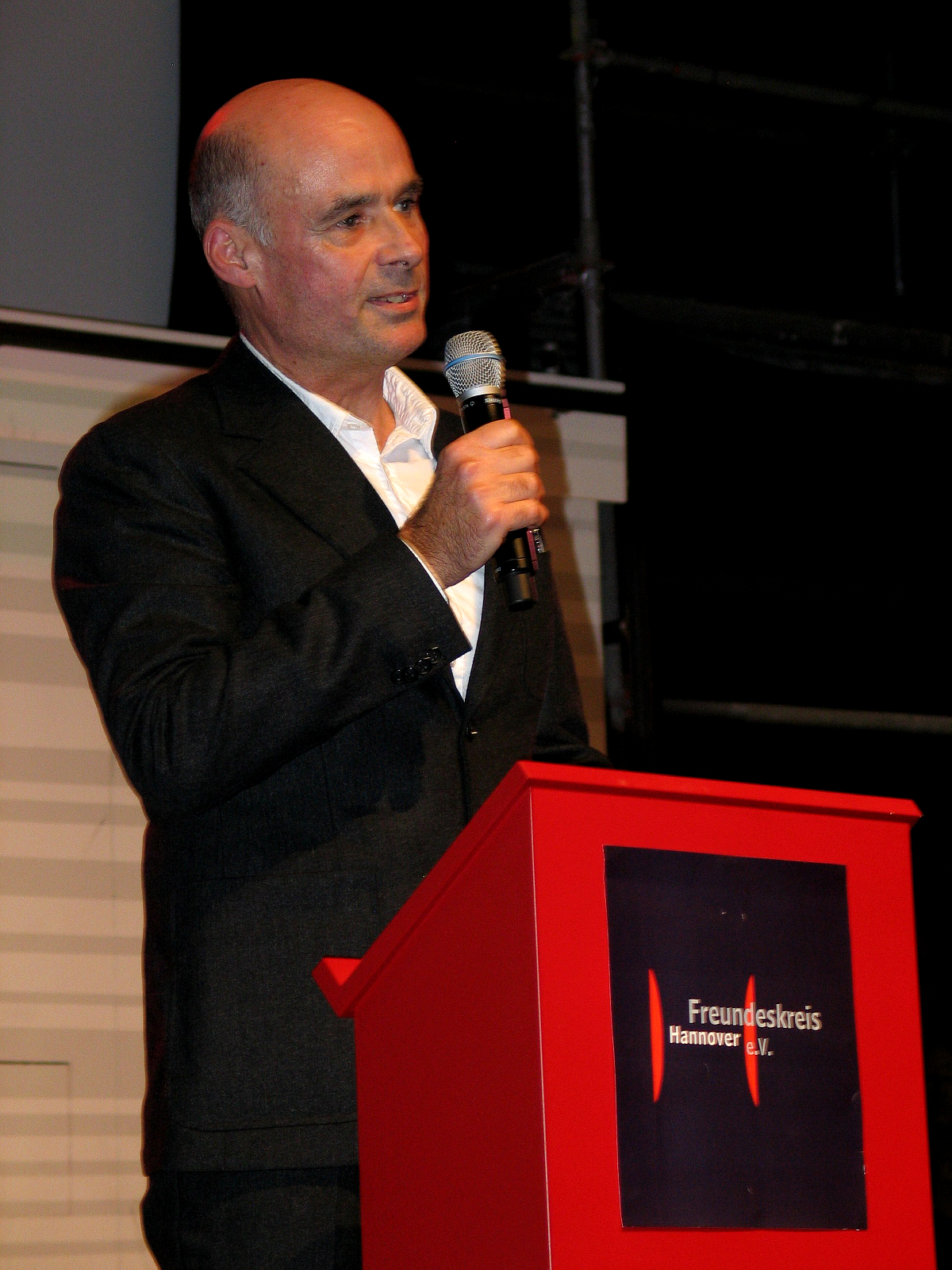
2012 während seiner Dankesrede anlässlich der Verleihung des Stadtkulturpreises durch den Freundeskreis Hannover

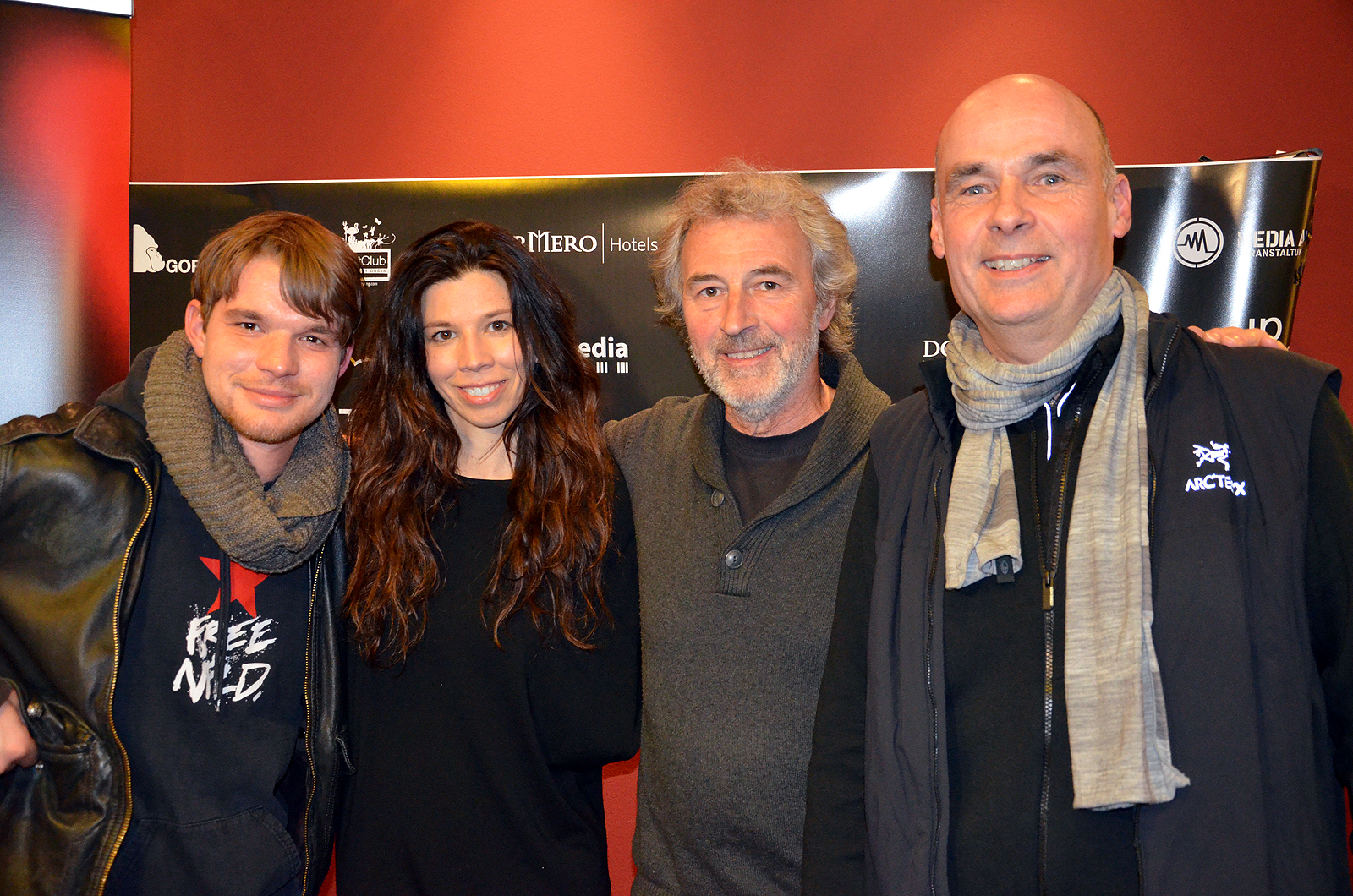
Mit den Juroren Tobias Schenke, Franziska Stünkel und Karl Maier vom Film & Medienbüro Niedersachsen (von links) beim Filmfest Und bitte! 2013 im Kino am Raschplatz

Nach seinem Schulabschluss studierte Burkhard Inhülsen in der Filmklasse der Braunschweiger Hochschule für Bildende Künste.
1976 zog Inhülsen nach Hannover, wo er als Kunsterzieher am Gymnasium Leibnizschule tätig wurde. 1999 wirkte er im Dienst an den Schülern und im Lehrerkollegium als „Fachobmann Kunst, Expo-Beauftragter“.
Burkhard Inhülsen initiierte mehrere von ihm seitdem geleitete Filmprojekte, darunter das erste bundesweit ausgeschriebene Schülerfilm-Festival, das er zunächst mit seiner Schwester, der Grafik-Designerin Karin Inhülsen, und später auch mit seinem Bruder, dem Musikjournalisten Harald Inhülsen, in Hannover organisierte und über das er 1986 in seinem mit Margret Köhler verfassten Buch Auf nach Hollywood! Schüler machen Filme schrieb. Aus dem Schülerfilmfestival entwickelte sich das ebenfalls in Hannover veranstaltete internationale Filmfestival up-and-coming, aus diesem wiederum das erstmals im Jahr der Weltausstellung Expo 2000 in Hannover veranstaltete Kunstprojekt City-Zooms. Auch die filmklasse-deutschland erwuchs aus Inhülsens Initiative.

## Schriften
- mit Margret Köhler: Auf nach Hollywood! Schüler machen Filme. In Zusammenarbeit mit dem „Büro Bundesweites Schülerfilmfestival“ in Hannover erstellt. Beltz Verlag, Weinheim; Basel 1986, ISBN 978-3-407-84045-5 und ISBN 3-407-84045-4 (Inhaltsverzeichnis).